# Husband Hill
Husband Hill è una delle Columbia Hills, una serie di colline presenti sul pianeta Marte. Ogni collina è dedicata ad un astronauta che ha perso la vita nel disastro dello Space Shuttle Columbia del 1º febbraio 2003. La Husband Hill è dedicata a Rick Husband.
La Husband Hill è stata esplorata dal rover Spirit nel 2005, che ha lentamente risalito la sua sommità raggiungendola il 22 agosto 2005. La discesa è iniziata il 25 settembre 2005, dopo aver passato circa due mesi a studiare gli affioramenti rocciosi e il plateau.
La collina è alta 107 m rispetto alla zona pianeggiante di atterraggio del rover.